# Hollie Grima
Hollie Grima, née le 16 décembre 1983, est une joueuse australienne de basket-ball, évoluant au poste de pivot. Elle dispose également de la nationalité maltaise.

## Biographie
Mi-2011, on lui diagnostique un début de cancer au cerveau qui lui font prendre une retraite sportive anticipée et la contraint à renoncer aux Jeux olympiques de Londres.

## Club
- ..-2007 :  Bulleen Melbourne Boomers
- 2007-2008 :  Società Sportiva Pallacanestro Napoli-Pozzuoli
- 2008-2009 :  Aix en Provence
- 2009-2010 :  Frisco Sika Brno
- 2010-2011 :  Aix en Provence

## Palmarès

### Sélection nationale
- Jeux olympiques d'été
  -  Médaille d'argent des Jeux 2004 à Athènes
  -  Médaille d'argent des Jeux 2008 à Pékin
- Championnat du monde de basket-ball féminin
  -  Médaille d'or du Championnat du monde 2006 au Brésil
  -  Médaille de bronze du Championnat du monde 2002 en Chine
- Compétition de jeunes
  -  Médaille d'argent des championnats du monde junior 1997
- Jeux du Commonwealth
  -  Médaille d'or aux Jeux du Commonwealth de 2006 à Melbourne